# 湖北省革命委员会
湖北省革命委员会，简称湖北省革委会，是1968年至1980年存在的湖北省行政机关兼国家权力机关。

## 历史
1968年1月28日，中共武汉军区临时委员会提交《关于成立湖北省革命委员会的请示报告》。2月1日，中共中央批示同意。2月5日，湖北省革命委员会成立，委员一百七十五名，常委三十七名。
1970年3月28日，中共中央批准成立“中国共产党湖北省革命委员会核心小组”，由曾思玉、刘丰、张体学、潘振武、姜一、王步青、马兆昆、方铭、张洪、张绍剑、韩宁夫、赵修等12人组成，曾思玉任组长，刘丰、张体学任副组长。:385 1970年3月中共湖北省委重新设立时，与省革委会合署办公，实行“党政一元化”的领导体制，重大问题由省委决定，省革委会实施。
湖北省第一届革命委员会由军队代表与群众组织协商后推选、报中央任命。湖北省第二届革命委员会则是由省人大选举产生后，报中央审查批准。
1979年，全国人大常委会决定取消革命委员会，恢复人民代表大会和人民政府。同年7月，全国人大五届二次会议通过新的《地方组织法》，规定地方各级设人民政府作为各级人大的执行机关和地方国家行政机关。1980年1月，湖北省人大五届二次会议依据新的《地方组织法》选举产生湖北省人民政府，1980年1月21日省政府发出通知，自即日起启用湖北省人民政府印章，原湖北省革命委员会印章同时作废，韩宁夫担任省长。

## 沿革

### 第一届
- 主任：曾思玉（1968年2月－1978年12月）、赵辛初（1975年5月－1978年1月）
- 副主任：刘丰（1968年2月－1972年2月）、张体学、任爱生、梁仁魁（拟任湖北省军区副司令员）、朱洪霞、饶兴礼、杨道远、张立国、赵辛初（1974年3月－1975年5月）、陈丕显（1977年7月－1978年1月）

### 第二届
- 主任：赵辛初（1978年1月－1978年1月）、陈丕显（1978年8月－1980年1月）